# Communauté de communes Meuse-Voie sacrée
La communauté de communes Meuse Voie Sacrée est une ancienne communauté de communes française, située dans le département de la Meuse et la région Grand Est.
La communauté, dont le siège est à Ancemont, a été créée le 1er janvier 2002 sous le nom de « Communauté de communes de Souilly ». En 2007, pour mieux s'identifier à son territoire, elle est renommée « Communauté de communes Meuse Voie Sacrée ».
Elle est dissoute le 31 décembre 2016 pour former la communauté de communes Val de Meuse - Voie Sacrée avec la communauté de communes du Val de Meuse et de la Vallée de la Dieue.

## Composition
La communauté de communes regroupait 18 communes :
| Nom                       | Code Insee | Gentilé        | Superficie (km2) | Population (dernière pop. légale) | Densité (hab./km2) |
| ------------------------- | ---------- | -------------- | ---------------- | --------------------------------- | ------------------ |
| Ancemont (siège)          | 55009      | Ancemontois    | 13,30            | 594 (2014)                        | 45                 |
| Heippes                   | 55241      |                | 10,48            | 73 (2014)                         | 7                  |
| Julvécourt                | 55260      |                | 8,70             | 65 (2014)                         | 7,5                |
| Landrecourt-Lempire       | 55276      | Landrecourtois | 14,63            | 201 (2014)                        | 14                 |
| Lemmes                    | 55286      |                | 11,05            | 240 (2014)                        | 22                 |
| Les Monthairons           | 55347      | Monthaironnais | 12,22            | 388 (2014)                        | 32                 |
| Nixéville-Blercourt       | 55385      |                | 19,54            | 480 (2014)                        | 25                 |
| Osches                    | 55395      |                | 9,14             | 56 (2014)                         | 6,1                |
| Rambluzin-et-Benoite-Vaux | 55411      |                | 18,42            | 92 (2014)                         | 5                  |
| Récourt-le-Creux          | 55420      |                | 14,43            | 80 (2014)                         | 5,5                |
| Saint-André-en-Barrois    | 55453      |                | 9,33             | 62 (2014)                         | 6,6                |
| Senoncourt-les-Maujouy    | 55482      |                | 14,94            | 86 (2014)                         | 5,8                |
| Les Souhesmes-Rampont     | 55497      |                | 21,80            | 343 (2014)                        | 16                 |
| Souilly                   | 55498      |                | 26,59            | 392 (2014)                        | 15                 |
| Tilly-sur-Meuse           | 55512      |                | 13,69            | 289 (2014)                        | 21                 |
| Vadelaincourt             | 55525      |                | 5,44             | 79 (2014)                         | 15                 |
| Villers-sur-Meuse         | 55566      |                | 7,30             | 300 (2014)                        | 41                 |
| Ville-sur-Cousances       | 55567      |                | 9,59             | 127 (2014)                        | 13                 |

## Fonctionnement
À la suite de la loi n°2010-1563 du 16 décembre 2010 de réforme des collectivités territoriales relative aux nouvelles règles sur le nombre des sièges des communes au sein des Conseils Communautaires et à la Loi n°2012-1561 du 31 décembre 2012 relative à la représentation communale dans les communautés de communes, la communauté de Communes Meuse Voie Sacrée a décidé par délibération du Conseil Communautaire du 9 avril 2013 d'une procédure reposant sur un accord local : le conseil communautaire est composé de 33 délégués titulaires et 8 délégués suppléants.

### Présidence
| Période                                  | Période  | Identité     | Étiquette    | Qualité |
| ---------------------------------------- | -------- | ------------ | ------------ | --- |
| Les données manquantes sont à compléter. |          |              |              | |
| 2002                                     | En cours | Serge Nahant | DVD puis UDI | Agriculteur Conseiller général du canton de Souilly (1994-2015) Maire de Senoncourt-les-Maujouy (depuis 2001) Conseiller départemental du canton de Dieue-sur-Meuse (depuis 2015) |